# Dobrinka (Volgograd)
|  | Per a altres significats, vegeu «Dobrinka». |

Dobrinka (en rus: Добринка) és un poble (un khútor) de l'óblast de Volgograd, a Rússia, segons el cens del 2010 tenia 754 habitants.